# Trojalu
Trojalu is een bestuurslaag in het regentschap Bojonegoro van de provincie Oost-Java, Indonesië. Trojalu telt 2254 inwoners (volkstelling 2010).